# FIT Reisen
FIT Reisen (pełna nazwa FIT Gesellschaft für gesundes Reisen mbH) – międzynarodowe przedsiębiorstwo turystyczne. Organizator wycieczek, specjalizujący się w dziedzinie spa, wellness i zdrowia.

## Historia

### Założenie i pierwsze lata działalności
Firma została założona w 1975 r. przez Herberta Hauma. Na przestrzeni lat FIT Reisen rozwinął się z małego, specjalistycznego touroperatora w duże, międzynarodowe przedsiębiorstwo, oferujące usługi w kilku językach, w tym w języku polskim pod marką SpaDreams. Na terenie Niemczech firma działa nadal pod marką FIT Reisen.
W pierwszych latach działalności oferta FIT Reisen koncentrowała się na podróżach leczniczych i klasycznych kuracjach, przede wszystkim w uzdrowiskach w Niemczech, a także w Polsce, Czechach, Austrii, Szwajcarii i we Włoszech. Pierwszy katalog z kuracjami FIT Reisen został wydany w 1976 r., we współpracy z siecią niemieckich sklepów ze zdrową żywnością – Reformhaus. W tym okresie FIT Reisen wyrabił sobie markę touroperatora specjalizującego się w podróżach leczniczych.

### Lata 1980-2009: wczasy w spa i podróże do egzotycznych krajów
W latach 80. następuje dalszy rozwój FIT Reisen i rozszerzenie oferty o nowe rynki. W 1988 r. FIT Reisen nawiązał współpracę z Lufthansą oraz krajami arabskimi w zakresie kuracji leczniczych oraz podróży zdrowotnych, której towarzyszyło wydanie katalogu w językach angielskim i arabskim.

W latach 90. oferta FIT Reisen została rozszerzona o nowe kraje i rodzaje wczasów zdrowotnych, m.in. rozpoczęto sprzedaż kuracji ajurwedyjskich, w tym również ekskluzywnych wczasów ajurwedyjskich na Sri Lance. Ajurweda jest do dzisiaj jedną ze specjalizacji FIT Reisen.
Początek XXI wieku w FIT Reisen charakteryzował się komputeryzacją oraz rozpoczęciem sprzedaży przez internet. W 2005 r. przedsiębiorstwo świętowało trzydziestolecie istnienia.

### Rok 2009-dzisiaj: zmiana kierownictwa i wejście na rynki międzynarodowe
W 2009 r. nastąpiła fuzja FIT Reisen z innym niemieckim organizatorem wycieczek – Transmedic, mającym siedzibę w Hamburgu. Rodzina założyciela wycofała się z zarządzania firmą, a zarząd został objęty przez kierownictwo firmy Transmedic: dra Nilsa Asmussena i Jana Seifrieda, a także przez wieloletnią kierowniczkę FIT Reisen Claudię Wagner.
Obecnie FIT Reisen oferuje ponad 1200 ofert wycieczek w 187 miastach i 35 krajach. Firma specjalizuje się w podróżach z ajurwedą, klasycznych kuracjach w uzdrowiskach, wczasach w uzdrowiskach termalnych i fango, a także kuracjach klimatycznych nad Morzem Martwym i wczasach ukierunkowanych na zapobieganie wypaleniu zawodowemu.
W 2013 r. FIT Reisen wszedł na rynki międzynarodowe pod marką SpaDreams i SpaOteli. Obecnie oferta FIT Reisen jest dostępna w językach: angielskim, francuskim, holenderskim, polskim (SpaDreams) oraz rosyjskim (SpaOteli).